# أب تلخون
أب تلخون (بالفارسية: آب تلخون) هي قرية تقع في منطقة رونيز في إيران.